# Зенадриси
Зенадриси (груз. ზენადრისი) — обезлюдевшее село в Грузии, на территории Каспского муниципалитета края (мхаре) Шида-Картли.

## География
Село находится в центральной части Грузии, к северу от реки Тедзами (правый приток Куры), на расстоянии приблизительно 13 километров (по прямой) к юго-западу от города Каспи, административного центра муниципалитета. Абсолютная высота — 1009 метров над уровнем моря.

## Население
По результатам официальной переписи населения 2014 года постоянное население в Зенадриси отсутствовало.
| Год  | Население, человек |
| ---- | ------------------ |
| 2002 | 0                  |
| 2014 | 0                  |